# 布米·帕尼卡
布米·帕尼卡（英語：Bhumi Pednekar，1989年7月18日—）是印度电影女演员，主要出現在寶萊塢電影。她成为演员前是雅什－拉吉影片公司的助理。
2015年，她在爱情电影《Dum Laga Ke Haisha》出道，扮演一名超重新娘。帕尼卡的演出使她獲得了印度電影觀眾獎的最佳女新人獎。她之后較成功的電影包括：《Toilet: Ek Prem Katha》和《Shubh Mangal Saavdhan》等。

## 外部連結
- 布米·帕尼卡在互联网电影资料库（IMDb）上的資料（英文）